# Serie Latinoamericana 2017
La Serie Latinoamericana 2017 fue la quinta edición de la Serie Latinoamericana, evento deportivo de béisbol disputado por los equipos campeones de las ligas invernales profesionales que conforman la Asociación Latinoamericana de Béisbol Profesional (ALBP): Colombia (LCBP), México (LBEV), Nicaragua (LBPN) y Panamá (LPBP). Inicialmente se tenía prevista la realización de esta edición en Xalapa, México; pero fue cambiada a inicios de año para Colombia, teniendo como escenario el Estadio 20 de Enero, en Sincelejo, Sucre, sin embargo, Leones de Montería siendo campeón de la Liga Colombiana, solicitó ser sede del torneo en Montería, Córdoba; siendo aceptada la solicitud el 21 de enero, y se disputó del 26 al 29 de enero de 2017 en el Estadio Dieciocho de Junio.

## Equipos participantes
Los equipos participantes en el torneo fueron los campeones de sus respectivas ligas:
| País      | Liga                                   | Equipo               | Mánager        |
| --------- | -------------------------------------- | -------------------- | -------------- |
| Colombia  | Liga Colombiana de Béisbol Profesional | Leones de Montería   | William Díaz   |
| México    | Liga de Béisbol Estatal de Veracruz    | Chileros de Xalapa   | Narciso Elvira |
| Nicaragua | Liga de Béisbol Profesional Nacional   | Tigres de Chinandega | Lenin Picota   |
| Panamá    | Liga Profesional de Béisbol de Panamá  | Panamá Metro         | Rodrigo Merón  |

## Formato del torneo
La quinta edición de la Serie Latinoamericana se jugará de la siguiente manera:
Los horarios corresponden a la hora de Montería (UTC-5)
Jornada Inaugural. (jueves 26 de enero) 
- (Juego 1) 15:00 horas México vs. Panamá
- (Juego 2) 19:30 horas Nicaragua vs. Colombia

Segunda jornada. (viernes 27 de enero)
- (Juego 3) 15:00 horas Nicaragua vs. México
- (Juego 4) 19:30 horas Panamá vs. Colombia

Tercera jornada. (sábado 28 de enero)
- (Juego 5) 15:00 horas Panamá vs. Nicaragua
- (Juego 6) 19:30 horas México vs Colombia

Jornada final. (domingo 29 de enero)
- (Juego 7) 17:00 horas 2do. vs. 1.º. (Gran Final)

## Fase regular
Se enfrentaron todos los equipos en tres jornadas. El primero y el segundo lugar clasificaron directo a la final.

### Posiciones
| Pos | Equipo               | JJ | JG | JP | AVG. | Dif |
| --- | -------------------- | -- | -- | -- | ---- | --- |
| 1.  | Tigres de Chinandega | 3  | 2  | 1  | .667 | —   |
| 2.  | Leones de Montería   | 3  | 2  | 1  | .667 | —   |
| 3.  | Panamá Metro         | 3  | 2  | 1  | .667 | —   |
| 4.  | Chileros de Xalapa   | 3  | 0  | 3  | .000 | 2.0 |

Nota: Para definir el triple empate, las reglas del torneo definen que el anfitrión tiene la ventaja en estos casos, por esta razón Colombia clasificó directo a la final, mientras que Nicaragua lo hizo vía sorteo.
|  | Clasificados a la final del campeonato. |
|  | Eliminados.                             |

### Resultados

#### Juego 1
| Equipo             | 1 | 2 | 3 | 4 | 5 | 6 | 7 | 8 | 9 | C | H | E |
| ------------------ | - | - | - | - | - | - | - | - | - | - | - | - |
| Chileros de Xalapa | 0 | 0 | 0 | 0 | 0 | 0 | 1 | 0 | 0 | 1 | 1 | 1 |
| Panamá Metro       | 0 | 0 | 0 | 0 | 1 | 2 | 0 | 0 | X | 3 | 9 | 2 |

LG: Davis Romero (1-0);  LP: Tony Córdoba (0-1);  SV: Jean Corpas (1).  

Ampáyers: Luis González, Estelio Lara, Anderson Valero, Emanuel Pérez.
Duración: 2h 30m

#### Juego 2
| Equipo               | 1 | 2 | 3 | 4 | 5 | 6 | 7 | 8 | 9 | C | H  | E |
| -------------------- | - | - | - | - | - | - | - | - | - | - | -- | - |
| Tigres de Chinandega | 0 | 1 | 3 | 0 | 1 | 0 | 0 | 0 | 0 | 5 | 14 | 1 |
| Leones de Montería   | 2 | 0 | 0 | 0 | 0 | 0 | 0 | 0 | 0 | 2 | 5  | 1 |

LG: Eulogio de la Cruz (1-0);  LP: Yesid Salazar (0-1);  SV: Wilber Bucardo (1).  
HRs:  TIG – Yurendell de Caster (1).
Ampáyers: Jean Torres, Anderson Valero, Emanuel Pérez, Estelio Lara.
Duración: 3h 00m

#### Juego 3
| Equipo               | 1 | 2 | 3 | 4 | 5 | 6 | 7 | 8 | 9 | C | H  | E |
| -------------------- | - | - | - | - | - | - | - | - | - | - | -- | - |
| Tigres de Chinandega | 0 | 5 | 1 | 0 | 0 | 0 | 1 | 0 | 0 | 7 | 8  | 0 |
| Chileros de Xalapa   | 0 | 0 | 1 | 1 | 0 | 0 | 0 | 0 | 0 | 2 | 11 | 1 |

LG: Mainor Mora (1-0);  LP: René Coss (0-1);  SV: No hubo.  
HRs:  TIG – Everth Cabrera (1).
Ampáyers: Estelio Lara, Emanuel Pérez, Jean Torres, Anderson Valero.
Duración: 2h 25m

#### Juego 4
| Equipo             | 1 | 2 | 3 | 4 | 5 | 6 | 7 | 8 | 9 | C | H  | E |
| ------------------ | - | - | - | - | - | - | - | - | - | - | -- | - |
| Panamá Metro       | 0 | 0 | 0 | 1 | 0 | 0 | 0 | 0 | 0 | 1 | 10 | 1 |
| Leones de Montería | 0 | 0 | 1 | 0 | 0 | 0 | 0 | 1 | X | 2 | 6  | 0 |

LG: Karl Lewis Triana (1-0);  LP: Luis Ramos (0-1);  SV: Yonata Ortega (1).  
HRs:  LEO – Diover Ávila (1).
Ampáyers: Luis González, Jean Torres, Anderson Valero, Emanuel Pérez.
Duración: 2h 40m

#### Juego 5
| Equipo               | 1 | 2 | 3 | 4 | 5 | 6 | 7 | 8 | 9 | C | H  | E |
| -------------------- | - | - | - | - | - | - | - | - | - | - | -- | - |
| Panamá Metro         | 0 | 1 | 0 | 0 | 0 | 0 | 1 | 4 | 1 | 7 | 11 | 0 |
| Tigres de Chinandega | 0 | 0 | 1 | 0 | 0 | 0 | 0 | 4 | 0 | 5 | 7  | 2 |

LG: Isaac Monroy (1-0);  LP: Marcos Frías (0-1);  SV: Jean Corpas (2).  
HRs:  MET – José Camarena (1).
Ampáyers: Emanuel Pérez, Jean Torres, Estelio Lara, Luis González.
Duración: 3h 10m

#### Juego 6
| Equipo             | 1 | 2 | 3 | 4 | 5 | 6 | 7 | 8 | 9 | C | H  | E |
| ------------------ | - | - | - | - | - | - | - | - | - | - | -- | - |
| Chileros de Xalapa | 0 | 0 | 0 | 0 | 0 | 0 | 0 | 0 | 0 | 0 | 5  | 2 |
| Leones de Montería | 6 | 0 | 0 | 3 | 0 | 0 | 0 | 0 | X | 9 | 10 | 0 |

LG: Wilfredo Ramírez (1-0);  LP: Miguel Torres (0-1);  SV: No hubo.  
HRs:  LEO – Sneider Batista (1).
Ampáyers: Anderson Valero, Luis González, Jean Torres, Estelio Lara.
Duración: 2h 30m

## Final
Se jugó entre el primero y el segundo de la fase regular.

### Juego 7
| Equipo               | 1 | 2 | 3 | 4 | 5 | 6 | 7 | 8 | 9 | C | H  | E |
| -------------------- | - | - | - | - | - | - | - | - | - | - | -- | - |
| Tigres de Chinandega | 0 | 0 | 0 | 0 | 1 | 0 | 0 | 3 | 0 | 4 | 10 | 0 |
| Leones de Montería   | 0 | 0 | 0 | 0 | 0 | 0 | 0 | 0 | 0 | 0 | 4  | 2 |

LG: Raúl Ruiz (1-0);  LP: Javier Ortiz (0-1);  SV: No hubo.  

Ampáyers: Jean Torres, Estelio Lara, Anderson Valero, Emanuel Pérez.
Duración: 3h 00m
| Nicaragua                                  |
| Campeón Tigres de Chinandega Primer título |

## Líderes
A continuación se muestran a los líderes individuales tanto de bateo como de pitcheo del torneo.
| Categoría           | Jugador | Marca |
| ------------------- | --- | ----- |
| Porcentaje          | Anthony Amaya (Metro) | .500  |
| Carreras Producidas | Manuel Boscán (Leones) Dashenko Ricardo (Tigres) Osman Marval (Tigres) Everth Cabrera (Tigres)                            | 3     |
| Home Runs           | José Camarena (Metro) Yurendell de Caster (Tigres) Everth Cabrera (Tigres) Diover Ávila (Leones) Sneider Batista (Leones) | 1     |
| Carreras Anotadas   | Osman Marval (Tigres) | 4     |
| Hits                | Edgard Montiel (Tigres)                                                                                                   | 7     |
| Dobles              | Edgard Montiel (Tigres)                                                                                                   | 4     |
| Triples             | Dashenko Ricardo (Tigres)                                                                                                 | 1     |
| Bases Robadas       | Dashenko Ricardo (Tigres) Eduardo Thomas (Metro) Everth Cabrera (Tigres) Osman Marval (Tigres)                            | 1     |
| Slugging            | Diover Ávila (Leones) | .750  |

| Categoría       | Jugador | Marca |
| --------------- | --- | ----- |
| Efectividad     | Davis Romero (Metro) | 0.00  |
| Juegos Ganados  | Davis Romero (Metro) Eulogio de la Cruz (Tigres) Mainor Mora (Tigres) Karl Lewis Triana (Leones) Isaac Monroy (Metro) Wilfredo Ramírez (Leones) Raúl Ruiz (Tigres) | 1     |
| Ponches         | Davis Romero (Metro) | 10    |
| Juegos Salvados | Jean Corpas (Metro) | 2     |

### Fildeo
A continuación se muestra al Equipo ideal del torneo a la defensiva.
| Posición            | Jugador                      | Porcentaje |
| ------------------- | ---------------------------- | ---------- |
| Receptor            | José Camarena (Metro)        | 1.000      |
| Primera base        | Yurendell de Caster (Tigres) | 1.000      |
| Segunda base        | Víctor Vásquez (Metro)       | 1.000      |
| Tercera base        | Darrel Campbell (Tigres)     | 1.000      |
| Parador en corto    | Jesús López (Tigres)         | 1.000      |
| Jardinero izquierdo | Diover Ávila (Leones)        | 1.000      |
| Jardinero central   | César Díaz (Tigres)          | 1.000      |
| Jardinero derecho   | Eudy Piña (Leones)           | 1.000      |

## Estadísticas colectivas en la fase regular
La Serie Latinoamericana del 2017 contó con las siguientes estadísticas colectivas.

### Bateo
| Pos | Equipo               | AB  | R  | Hit | RBI | 2B | 3B | HR | SO | SB | AVG  | SLG  |
| --- | -------------------- | --- | -- | --- | --- | -- | -- | -- | -- | -- | ---- | ---- |
| 1.  | Panamá Metro         | 100 | 11 | 30  | 6   | 5  | 0  | 1  | 16 | 1  | .300 | .380 |
| 2.  | Tigres de Chinandega | 106 | 17 | 29  | 13  | 6  | 1  | 2  | 12 | 2  | .274 | .406 |
| 3.  | Leones de Montería   | 94  | 13 | 21  | 10  | 5  | 0  | 2  | 17 | 0  | .232 | .340 |
| 4.  | Chileros de Xalapa   | 94  | 3  | 17  | 2   | 3  | 0  | 0  | 17 | 0  | .181 | .213 |
|     | Totales              | 394 | 44 | 97  | 31  | 19 | 1  | 5  | 62 | 3  | .246 | .338 |

**Abreviaciones:  AB=Turnos al bate, R=Carreras Anotadas, H=Hits, RBI=Carreras Impulsadas, 2B=Dobles, 3B=Triples, HR=Home Runs, SO=Strike Out, SB=Robo de Bases, AVG=Porcentaje de bateo, SLUG=Potencia de Bateo

### Pitcheo
| Pos | Equipo               | W | L | SV | RA | Hit | 2B | 3B | HR | BB | SO | ERA  |
| --- | -------------------- | - | - | -- | -- | --- | -- | -- | -- | -- | -- | ---- |
| 1.  | Leones de Montería   | 2 | 1 | 1  | 6  | 29  | 2  | 1  | 1  | 4  | 11 | 2.00 |
| 2.  | Panamá Metro         | 2 | 1 | 2  | 8  | 14  | 3  | 0  | 1  | 11 | 21 | 2.08 |
| 3.  | Tigres de Chinandega | 2 | 1 | 1  | 11 | 27  | 5  | 0  | 1  | 7  | 13 | 3.00 |
| 4.  | Chileros de Xalapa   | 0 | 3 | 0  | 19 | 27  | 9  | 0  | 2  | 10 | 17 | 4.32 |
|     | Totales              | 6 | 6 | 4  | 44 | 97  | 19 | 1  | 5  | 32 | 62 | 2.83 |

**Abreviaciones:  W=Juegos Ganados, L=Juegos Perdidos, SV=Juegos Salvados, RA=Carreras Permitidas, H=Hits, 2B=Dobles, 3B=Triples, HR=Home Run, BB=Bases por bola, SO=Strike Out, Era=Efectividad

## Grandes Ligas
Estos son los jugadores y exjugadores de Grandes Ligas que participaron en el torneo.
| Nombre              | Equipo               | Posición     | Último equipo GL           | Años en GL |
| ------------------- | -------------------- | ------------ | -------------------------- | ---------- |
| Samuel Gervacio     | Tigres de Chinandega | Lanzador     | Houston Astros (2009-2010) | 2          |
| Eulogio de la Cruz  | Tigres de Chinandega | Lanzador     | Milwaukee Brewers (2011)   | 4          |
| Yurendell de Caster | Tigres de Chinandega | Tercera base | Pittsburgh Pirates (2006)  | 1          |
| Everth Cabrera      | Tigres de Chinandega | Shortstop    | Baltimore Orioles (2015)   | 7          |
| Davis Romero        | Panamá Metro         | Lanzador     | Toronto Blue Jays (2006)   | 1          |
| Narciso Elvira      | Chileros de Xalapa   | Mánager      | Milwaukee Brewers (1990)   | 1          |